# Chris Grayston
Pour les articles homonymes, voir Grayston.
 (mai 2014).
Chris Grayston est un promoteur, organisateur, réalisateur artistique, musicien, dirigeant de label et observateur sportif britannique. Il devient promoteur dans la musique au début des années 1990 pour des groupes et artistes comme Judge Jules, DJ Spoony, DJ Fabio et Grooverider puis fait la promotion des raves britanniques Fusion au Hastings Pier, au Bath Pavilion, au Milton Keynes Sanctuary, et d'un festival à guichet fermé pour 10 000 personnes au Wembley. Musicien, il collabore avec le groupe SL2 et devient membre fondateur de Midas et Cynical Blend. Grayston s'implique, durant ses premières années, dans la techno hardcore au Royaume-Uni, un mouvement musical émergeant de la scène acid house entre 1989 et 1990. L'acid house se scinde en plusieurs sous-genres musicaux incluant le breakbeat, le gabber, le drum and bass/jungle, et la techno, tous regroupés et désignés sous le nom de musiques rave.
Grayston fonde et dirige le label discographique dance Hectic Records, dont les musiques se composaient principalement de crochets vocaux, de morceaux de piano et de breakdowns. Des titres tels que Sunshine, Heaven, et Crowd Control se popularisent au Royaume-Uni au début des années 1990. Hectic Records  se scinde en quatre labels - Hectic, Hectic Rewinds, Hect Tech, et Fusion Records. Grayston lance les compétitions musicales Live and Unsigned et Open Mic UK, et actuellement à la tête de Future Music Management. Grayston peut se considérer comme celui qui a repéré Birdy, Jahméne Douglas, Lucy Spraggan, et Luke Friend lorsqu'il était employé au Open Mic UK et Live and Unsigned chez Future Music Management.

## Biographie

### Débuts
Au début des années 1990, Grayston commence sa carrière dans la promotion musicale au Royaume-Uni. Il organise de nombreuses tournées et events pour groupes et artistes comme Darren Styles, Carl Cox, Andy C, Judge Jules de BBC Radio 1, DJ Spoony, DJ Fabio et Grooverider. Grayston produit et fait la promotion massive de raves au début des années 1990, des raves qui seront regroupés sous le nom de 'Fusion' en 1992. Grayston s'investit encore plus dans les raves Fusion en tant que label et magasin basé à Portsmouth. Quelques années après avoir organisé ces fêtes, la première plus grande rave Fusion est organisée au Wembley Conference Centre de Londres le 25 mai 1996. Plus de 12 000 personnes se sont présentées dans trois différents halls chacun diffusant différents styles de musique dance. Deux des halls présentaient des DJ des promoteurs drum and bass One Nation et de house et garage Gism, et trois d'entre eux sont organisés par Fusion dans son style traditionnel happy hardcore. Hormis les DJ de Fusion, d'autres comme Hixxy, Force, Styles, Sharkey, Sy, Slipmatt (en), Dougal, et Seduction étaient présents.
Fusion Records fait paraître une variété de vinyles entre 1995 jusque fin des années 1990, dont ceux de Dreamtripper, Mystic et Fire, Midas, Sunset Regime, Cheddar 4, et DJ Stompy. Les événements Fusion aident la musique hardcore à s'établir au Royaume-Uni, et de nombreux events connexes font leur apparition comme Slammin Vinyl, Hardcore Heaven, United Dance, qui influencent également les line-ups des events Helter Skelter et Dreamscape. En 1999, Grayston s'occupe des derniers events Fusion au Bath Pavilion, puis se concentre sur son groupe Cynical Blend. Par la suite, les events Fusion revivent grâce à DJ Supreme. Après l'organisation des events Fusion, Grayston approche les artistes musicaux. Il décide alors de créer Hectic Records, son propre label axé techno et happy hardcore. Les premières parutions du label datent de 1995. Hectic Records se développe en quatre labels distincts, et devient l'un des plus célèbres labels de la scène dance britannique. Il totalise plus d'une centaine de singles, des millions de ventes, des dizaines de compilations et albums impliquant des artistes comme Darren Styles, DJ Unknown, et Krafty Kuts. Fin des années 1990, le label est racheté.

### Carrière musicale
Grayston écrit et coproduit une variété de musiques, faisant usage dans la plupart des cas du surnom C. Grayston. Il signe également chez plusieurs labels internationaux comme Sony, Elap, et Central Station Records. Il collabore également avec groupes et producteurs britanniques tels que SL2 et The Wide Boys. Son titre The Flow, paru au label happy hardcore Just 4 U, est présentée dans la compilation Hardcore Happiness. Il a également contribué à un titre, Groove Control. Grayston, opérant sous le nom Ikon, a également écrit le titre Give Yourself to Me. Un remix est présenté sur l'EP référencé QSH006 au label Quosh Records en 1995. Un remix de Give Yourself to Me est le premier titre présenté dans la compilation Best of Bonkers, dont la série de compilations est un franc succès. Le titre a également été joué au Ministry of Sound.
Scott Attrill, un disc-jockey de happy hardcore connu sous le nom de scène Vinylgroover, travaille aux côtés de Grayston dans la boutique Fusion. Vinylgroover continue à promouvoir ses propres labels, et publie un certain nombre de parutions sous le nom de Midas en collaboration avec Grayston. En 1994, le duo fait paraître Midas composé des titres Groove Control et SpinBlitz. Au label Fusion Records, ils font paraître FUS001 en 1995, FUS004 en 1996, et FUS008 en 1996 (avec David Edge). Leurs parutions apparaissent également sous les noms de Midas and Dougal en 1995 et Midas and Sunset Regime en 1996, au label Hectic Records. En 1995, Groove Control appartient au label australien Central Station Records, où le single atteint la 5e place des classements australiens. Quelque temps dans la production musicale, Grayston devient membre du nouveau groupe Cynical Blend, signé au label américain Pacific Time. Il produit et joue du clavier pour leur premier album, Inverse Catch 22. Paru le 13 février 2001, l'album est un succès international, et un contrat est signé pour faire de leur musique, la bande originale de la comédie Blockbuster Grown Ups.

## Live Fest
En 2012, Grayston fait la promotion de ce qui est considéré comme le plus grand festival en intérieur au Royaume-Uni. Les artistes et groupes impliquaient Zane Lowe, Tinchy Stryder, Roll Deep, The Hoosiers, et Funeral for a Friend. Les genres musicaux variaent entre urban et indie. Le Live Fest se déroule au O2 à Londres. Cinq halls sont emménagés,. The O2 Arena est le deuxième plus grand stade britannique. La mascotte du festival était un extraterrestre bleu du nom de Bob.

## Live and Unsigned
En 2007, Grayston organise et cofonde Live and Unsigned, une compétition musicale annuelle pour les artistes à la recherche d'un label au Royaume-Uni. Grayston organise régulièrement la compétition, et y participe même en tant que juge. La compétition attire annuellement plus de 10 000 candidats puis se termine, après le verdict des juges, avec un National Grand Final au Indig02,. Durant la compétition, Grayston a repéré un bon nombre d'artistes, dont les vainqueurs B-Kay and Kazz, qui ont par la suite atteint le top 30 hit des charts britanniques avec leur single You Know it's Right. Il repère également  Josh Dubovie en 2008, qui représentera le Royaume-Uni au Concours Eurovision de la chanson 2010,. En 2008, repère le groupe de musique indépendante Kiddo360, qui a gagné le Grand Final puis, par la suite, le prix Vodafone. D'autres qu'il a repéré incluent le groupe écossais The Detours, et Nathan Sykes, qui atteint les charts en 2010. Les récents vainqueurs incluent Lucy Spraggan, RemedySounds, et Coco and the Butterfields.

## Open Mic UK
En 2008, Grayston lance Open Mic UK, une compétition en parallèle à Live and Unsigned. Cette nouvelle compétition amène un grand nombre de participants, des chanteurs solo et candidats au Live and Unsigned. Open Mic UK devient instantanément la plus grande compétition britannique pour les groupes de chant et musiciens solos, avec annuellement plus de 10 000 candidats,,. Semblable à Live and Unsigned, Grayston détient le National Grand Final au IndigO2 de Londres. Grayston en est le principal juge, et repère la chanteuse Birdy, gagnante de la compétition en 2008 à l'âge de 12 ans. En 2011, sa version du titre Skinny Love de Bon Iver atteint le top 20 des charts britanniques. Il repère également Hatty Keane, qui signera par la suite au label BGM et qui soutiendra les vainqueurs de Britain's Got Talent, Spelbound.

## TeenStar
En 2013, Grayston lance une nouvelle compétition pour les adolescents et pré-adolescent nommée TeenStar. La première édition voit 9 000 candidats et le jeune chanteur de 17 ans, Luke Friend.

## Future Music Management
Grayston dirige Future Music Management, et s'occupe des A & R (Artists and Repertoire),. Il a recruté un grand nombre de participants des compétitions Live and Unsigned, TeenStar et Open Mic UK dont  Hatty Keane, B-Kay and Kazz, et Kiddo360,. Grayston signe Lucy Spraggan.

## Discographie

### Singles
- 1994 : Midas Volume 1 de Midas[9]
- 1995 : QSH006 "Give Yourself to Me by Midas" (Quosh Records)[10]
- 1995 : FUS001 de Midas (Fusion Records)[8]
- 1995 : RAR010 de Midas Imperial March (Slammin Vinyl records)[50]
- 1995 : Midas and Dougal de Midas (Hectic Records)[9]
- 1995 : HVR006 You Take Me Away de Midas (Happy Vibes Recordings)[51]
- 1996 : FUS004 de Midas (Fusion Records)[8]
- 1996 : FUS008 de Midas (Fusion Records)[8]
- 1996 : MDMA002 Midas Volume 2 de Midas[52]
- 1996 : Midas and Sunset Regime de Midas (Hectic Records)[9]
- 1997 : HR001 Doesn't Have to Be d'Ikon (Hectic Rewinds Records)

### Compilations
- 1995 : Groove Control (DJ Clarke'e Remix) sur Just 4 U Vol. 2[7]
- 1995 : The Flow (Just 4 U)
- 2007 : Give Yourself to Me sur Best of Bonkers[10]

### Albums
- 2001 : Inverse Catch-22 de Cynical Blend - production, claviers[13]